# فرح السراج
فرح باسل شريف السرّاج برّلمانيّة عراقيّة وناشطة في مجال حقوق الإنسان والعمل القانوني والإنساني عُرفت بنشاطها الأدبي والثقافي، وحصلت على العديد من الجوائز الإبداعية قبل أن تُصبح عضوًا في مجلس النواب العراقي عام 2014 

## حياتها
ولدت في الموصل عام 1977 لأسرة السرّاج الموصليّة التي تعود جذورها إلى عشيرة الزبيد العربية متزوجة ولها (طفلان) وتقيم مع أسرتها حاليا في الموصل..

## حياتها العلمية
حصلت على شهادة البكالوريوس في التربية من جامعة الموصل عام 1999 ثم شهادة الماجستير في العلوم الإسلامية من كلية العلوم الإسلامية ببغداد عام 2001 ثم نالت الدكتوراه في العقيدة الإسلامية من جامعة بغداد عام 2005 وتُحضر حاليًا للحصول على شهادة الدكتوراه في الدبلوماسيّة والمنظمات الدولية من جامعة لاهاي بهولندا.

## نشاطها الإجتماعي
- موظفة في قسم الإعلام برئاسة جامعة الموصل عام 2003.
- عضو مؤسس في جريدة (ومضات جامعيّة) وهي جريدة رسمية صدرت عن جامعة الموصل 2004 ومحرّرة فيها.
- عضو مؤسس في مجلة (نصف المجتمع) وهي مجلة شهريّة مستقلة تُعنى بشؤون المرأة والمجتمع2004 ومحرّرة فيها.
- مدرّس في كلية التربية جامعة الموصل عام 2005.
- عضو مؤسس في كلية التربيّة للبنات بجامعة الموصل عام 2005.
- رئيس قسم التربيّة الإسلامية في كلية التربيّة للبنات عام 2006.
- عضو لجنة اختيار المناهج عن جامعة الموصل في وزارة التربية عام 2006.
- معاون مدير عام في ديوان رئاسة الجمهورية ومدير مكتب المرأة ما بين عامي 2007-2014.

## نشاطها السياسي
- عضو مجلس النواب عن محافظة نينوى 2014.

- عضو في اللجنة القانونيّة بمجلس النواب العراقي 2014.

- ممثل تحالف القوى العراقية في اللجنة القانونية في مجلس النواب العراقي
- عضو في اللجنة المصغرة لقانون المحكمة الاتحادية.
- عضو في اللجنة المصغرة لقانون العفو العام.
- عضو في اللجنة المصغرة لقانون الأحزاب.
- عضو في اللجنة المصغرة لقانون الحرس الوطني.

- المشاركة في مجموعة من الدورات التدريبيّة والندوات والمؤتمرات المحليّة والدوليّة ما بين عامي 2005-2016.

- نائبة رئيسة مؤتمر البرلمانيّات المسلمات للدورة الرابعة في إسطنبول 2015 وهو المؤتمر المصاحب لمؤتمر اتحاد مجالس دول التعاون الإسلامي.

- رئيسة مؤتمر البرلمانيّات المسلمات للدورة الخامسة في بغداد 2016 وهو المؤتمر المصاحب لمؤتمر اتحاد مجالس دول التعاون الإسلامي.

- عضو في لجنة متابعة مقررات مؤتمر البرلمانيّات المسلمات في جمهورية مالي 2017 وهو المؤتمر المصاحب لمؤتمر اتحاد مجالس دول التعاون الإسلامي.[2]

## إهتماماتها وإنجازاتها
كان لها اهتمام كبير بقضايا المصالحة المجتمعيّة والمرأة والطفولة حيث ترأست مبادرة (السلم المجتمعي) في نينوى مع عدد من نائبات المحافظة عام 2016 من أجل ترميم العلاقة بين مكونات المحافظة بعد تحريرها من سيطرة تنظيم داعش ورسم خريطة طريق لمستقبل خالٍ من الصراعات والاحتقان الديني والقومي بالإضافة إلى وضع حلول للمشكلات الاجتماعية التي خلفتها عصابات داعش الإرهابية في نينوى.
في عام 2007 أسست فرح السرّاج وترأست مكتبا يختص بشؤون المرأة بديوان رئاسة الجمهورية في العراق وساهمت  في ابتعاث الطلبة العراقيين إلى بعض الدول المضيفة من خلال اتفاقيات رئاسة الجمهورية مع بعض المنظمات العالمية. كما أسست لجائزة المرأة العراقية المبدعة في رئاسة الجمهورية بين عامي 2009-2010.
كما سعت ووضعت أسسًا لإيجاد صيغة قانونية لوضع السكان المحليين المحتجزين داخل نينوى تحت سيطرة داعش من خلال مؤتمر حقوق المدنيين في المناطق غير المستقرة في العراق في آذار 2015.
وقدمت ورقة الإصلاحات القضائية والتي تم اعتمادها من قبل اللجنة القانونية في مجلس النواب العراقي.
ساهمت السرّاج في رسم رؤية واضحة عن وضع نينوى بعد التحرير والتحرك على مجموعة من الملفات بهذا الخصوص بالتعاون مع مجموعة من نواب وسياسيي نينوى.
استطاعت السرّاج المساهمة في صياغة قانون (العفو العام) عن طريق إضافة مادة تتعلق بإعادة المحاكمات لكل من تعرّض للتعذيب وانتُزع اعترافه بالإكراه أو عن طريق المخبر السري أو قدم طلبًا بهذا الخصوص والمحكوم عليه بناءً على اعتراف متهم آخر وفق المادة 9 من قانون العفو العام لعام 2016.
وتترأس السرّاج (منظمة الدكتورة فرح السراج للسلم المجتمعي) وهي منظمة تُعنى بقضايا السلم المجتمعي في العراق.